# سیموویچ رومی
سیموویچ رومی (انگلیسی: Roman Simovych; ۲۸ فوریهٔ ۱۹۰۱ – ۳۰ ژوئیهٔ ۱۹۸۴) آهنگساز، و استاد دانشگاه اهل اتحاد جماهیر شوروی سوسیالیستی بود.